# 一括下請負
一括下請負（いっかつしたうけおい）とは、土木建築に関する工事の施工を依頼された者が、自らそれを建設することなく、下請けのものに全てを委託する行動を指す。俗には丸投げ（測量にも用いられる）という。

## 概要
建設会社が自らの能力を超えて受注した場合に生じる。
発注者（施工依頼者）にとってみれば、依頼した工事が全く別の者によって行われる事になる。さらに丸投げを行った者は多くの場合でバックマージン（紹介料）を抜き、下請け業者は抜き取られた分、責任が曖昧になり労働災害の発生や手抜き工事が起こりやすい環境になることが考えられる。そのため、依頼者側にとって不利益な事になる場合が多々発生することから、建設業法第22条において原則禁止している。